# کمان خلاء
کمان خلاء (به انگلیسی: Vacuum Arc) یا قوس خلاء زمانی می‌تواند رخ دهد که الکترودهای فلزی در تماس با یک خلأ مناسب شروع به گسیل الکترون کنند، چه از راه گرمایی (گسیل گرمایونی) چه در یک میدان الکتریکی که به اندازه کافی برای گسیل میدانی الکترون بزرگ باشد. ذرات آزاد شده که از میدان الکتریکی انرژی جنبشی به دست آورده‌اند، از راه برخوردهای با سرعت بالا با یکدیگر فلز را گرم نگه می‌دارند از این رو وقتی کمان خلأ ایجاد شد، می‌تواند باقی بماند. این فرایند می‌تواند یک کاتد داغ که ذرات بیش تری را آزاد می‌کند، ایجاد کند، بنابراین کمان را پایدار می‌کند، در جریان‌های به اندازه کافی بالا یک آند داغ هم ممکن است ایجاد شود.
تخلیه بار الکتریکی در خلأ برای برخی از لامپ‌های خلأ و سوئیچ‌های ولتاژ بالای خلأ موضوعی مهم است.
کمان خلأ گرمایونی (TVA) گونه ای از منبع پلاسما است که پلاسمایی حاوی یون‌هایی با انرژی هدایت شده تولید می‌کند. تخلیه (TVA) می‌تواند در شرایط خلأ بالا بین یک کاتد داغ و یک آند که محتوی ماده است، مشتعل شود. پرتو الکترونی شتاب یافته به آند برخورد کرده و آند و ماده محتوی آن را تا دماهای بالا گرم می‌کند. پس از ایجاد حالت پایدار چگالی اتم‌های تبخیرشونده ماده آند و زمانی که ولتاژ به اندازه کافی بالا باشد، یک تخلیه الکتریکی درخشنده میان دو الکترود مشتعل خواهد شد.